# 賈斯珀國家公園
賈斯珀國家公園（英語：Jasper National Park）是加拿大著名高山国家公园之一，也是加拿大洛磯山脈最大型的的國家公園。位于亚伯达省洛磯山脈最北边，在班夫國家公園的北面及埃德蒙顿的西面。風景秀麗，環境優美，有多種野生動植物生長其中。占地面积10,878平方公里。各种野生动物像北美红鹿（英文Elk）、白尾鹿、騾鹿、洛磯山羊、驼鹿、大角羊、美洲黑熊、灰熊、美洲河狸、洛磯山鼠兔和驯鹿数量众多。贾斯珀国家公园内，有弓湖、巫药湖（Medicine Lake）、帕特里夏湖（Patricia Lake）、金字塔山（Pyramid Mountain）、马林湖及马林峡谷（Maligne Canyon）。这里还有哥伦比亚冰原冰川，温泉，湖泊，瀑布和雄伟的山脉。

## 歷史
“賈斯珀”这个名字来源于一位西北公司交易站的管理者，賈斯珀·豪斯。在這以前它被稱為菲茲休。1907年9月14日，贾斯珀森林公园正式开园。1930年，根據《加拿大国家公園法》成为国家公园。
2004年共有1,908,000名遊客到訪賈斯珀國家公園。

## 世界遗产
这个公园在1984年被联合国科教文组织宣布为世界遗产。一起成为世界遗产的还有加拿大洛磯山公園群的国家公园和一些省立公园。当选原因是美丽的山地景观，包括山峰、冰川、湖泊、瀑布、峡谷和石灰岩溶洞，而且在这里还找到了化石。

## 地理
數條主要河流的源头都在这个公园內，包括北萨斯喀彻温河〔哈德逊湾流域的一部分）、阿萨巴斯卡河和煙河（Smoky River，北冰洋流域的一部分）。

## 觀光景點
一些使人青睐摄影景点包括依迪絲卡維爾山（Mount Edith Cavell）、金字塔湖（Pyramid Lake）和金字塔山、馬林湖、巫药湖和Tonquin峡谷（Tonquin Valley）被最好的摄影师考虑过。日出时，馬林湖的景色不算最好，要想欣赏他最美丽的一面还是在晚上。還有其他使人青睐摄影景点，包括馬莫盆地（Marmot Basin）滑雪場、阿薩巴斯卡冰河（Athabasca Glacier）的「雪車」（約巴士般大）旅遊、哥倫比亞冰原的支流、阿薩巴斯卡瀑布、惠斯勒（Whistlers）高空纜車和很多其他的戶外消遣活動（如徒步、釣魚、野生動物觀察、漂流、爬獨木舟及露營等）。「蜜耶特溫泉」在接近公園最北入口的地方。
由班芙國家公園的路易斯湖往亞伯達賈斯珀的冰原公路被認為這是世界上風景最美麗的公路。

## 照片

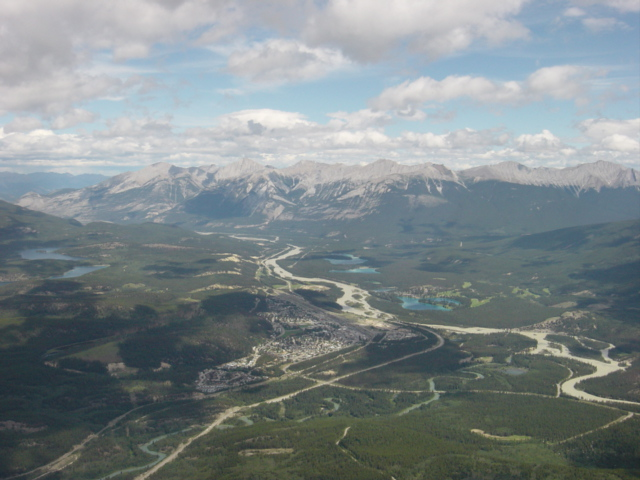
从惠斯勒（Whistlers）山看下去
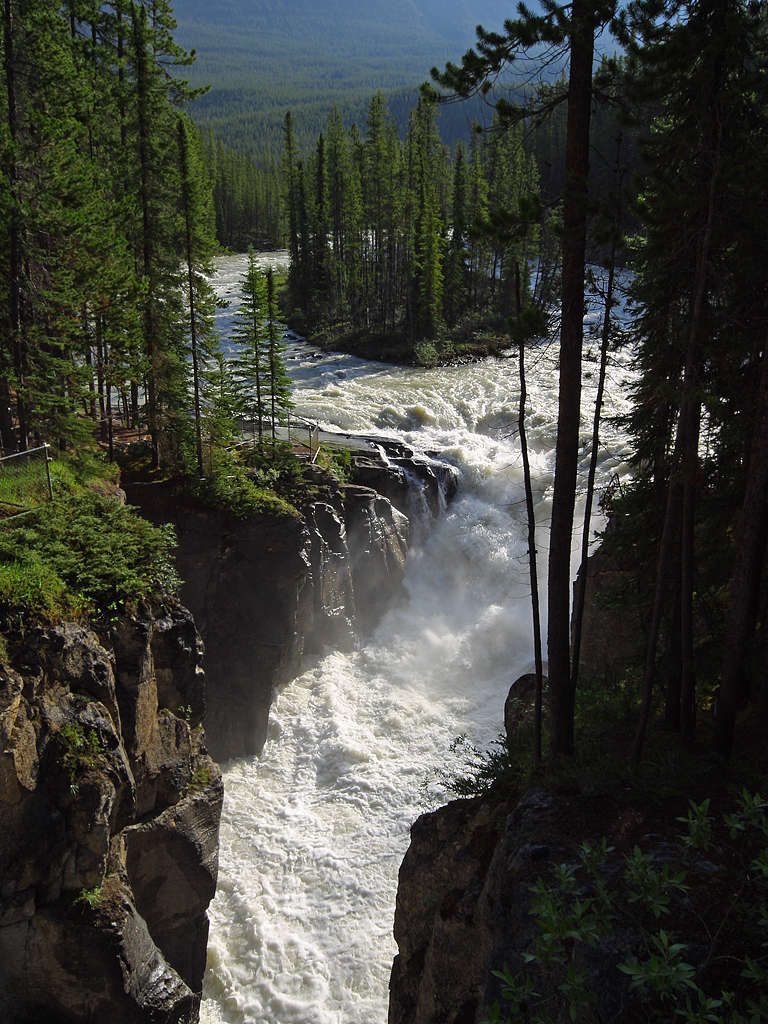
辛華達瀑布
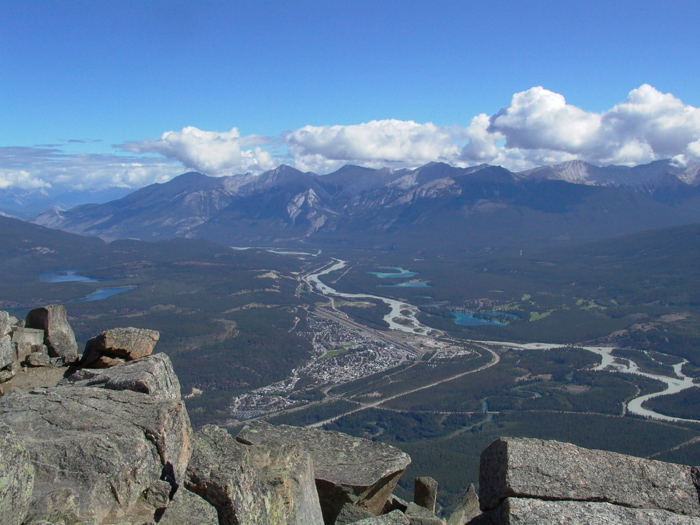
惠斯勒（Whistlers）山上看賈斯珀國家公園
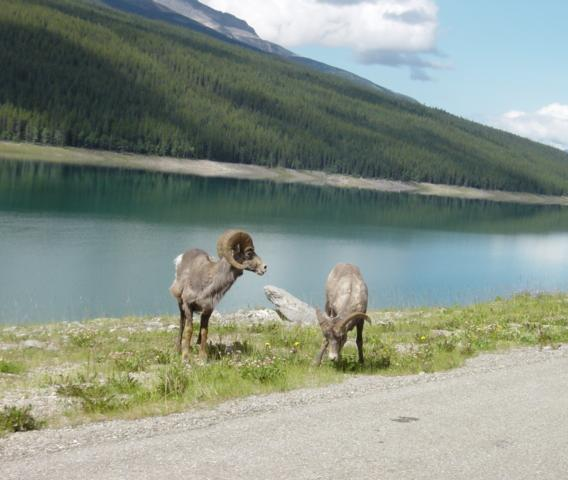
大角野绵羊在药湖
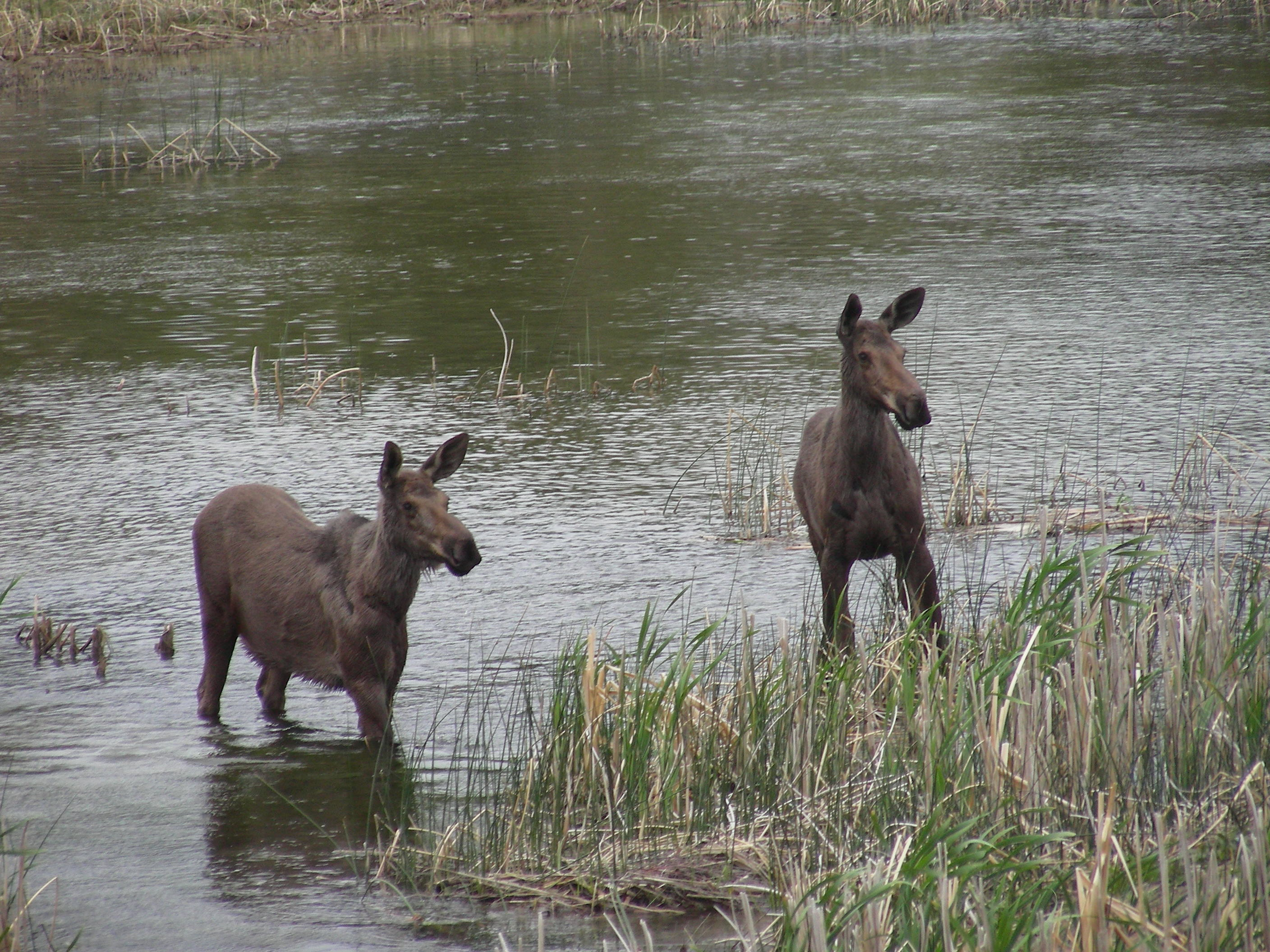
驼鹿
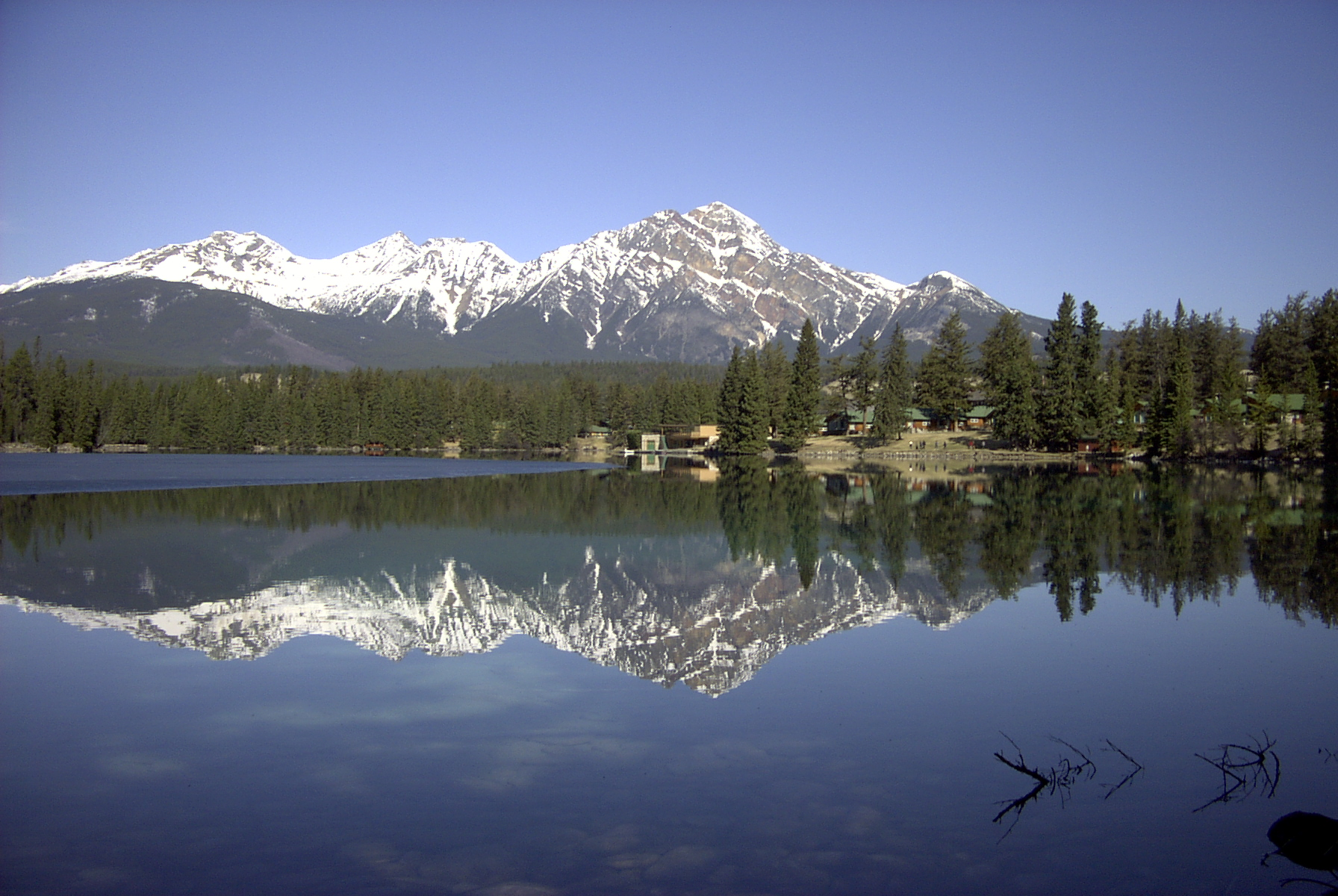
湖边的景色
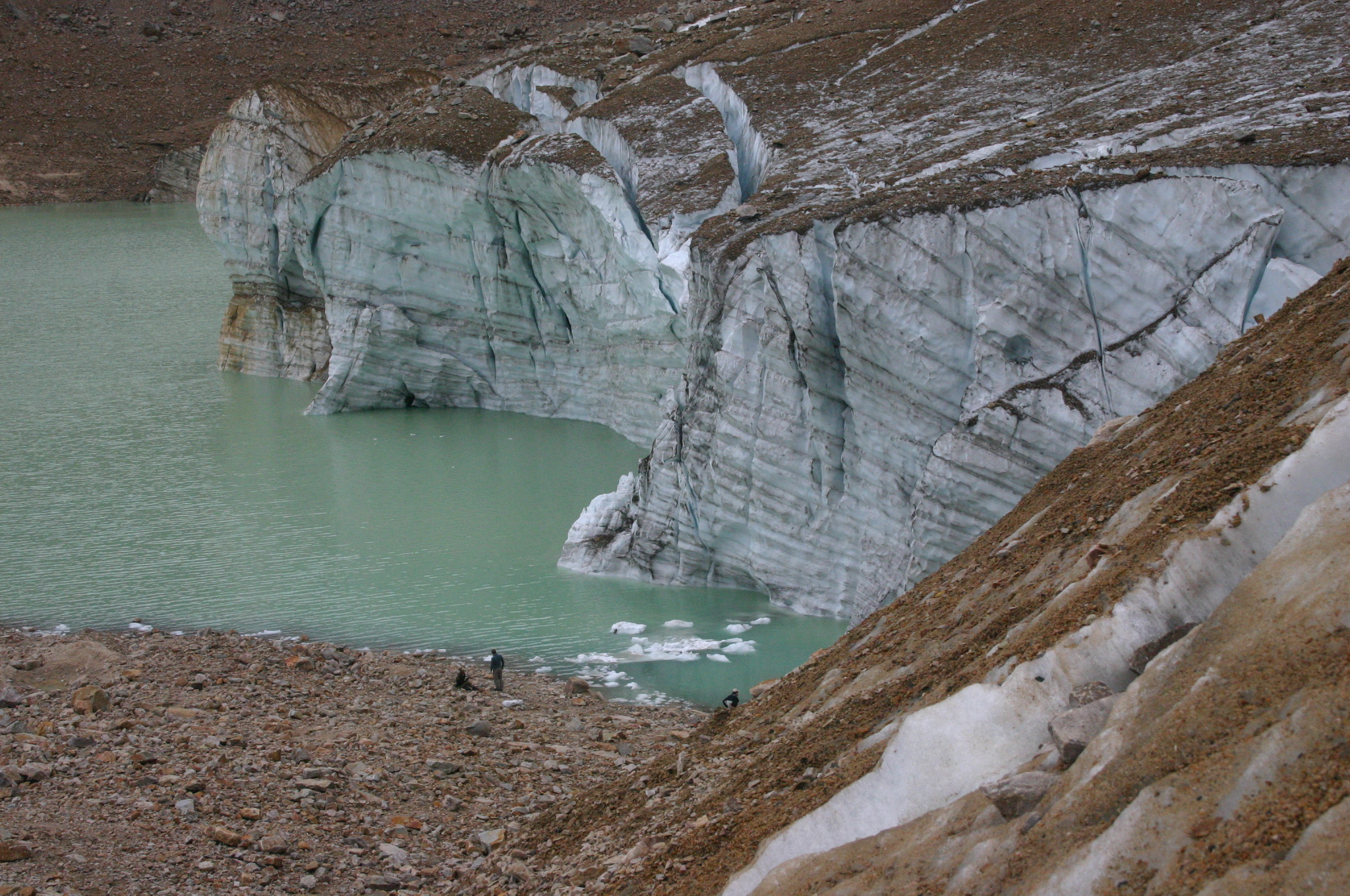
Cavell冰川
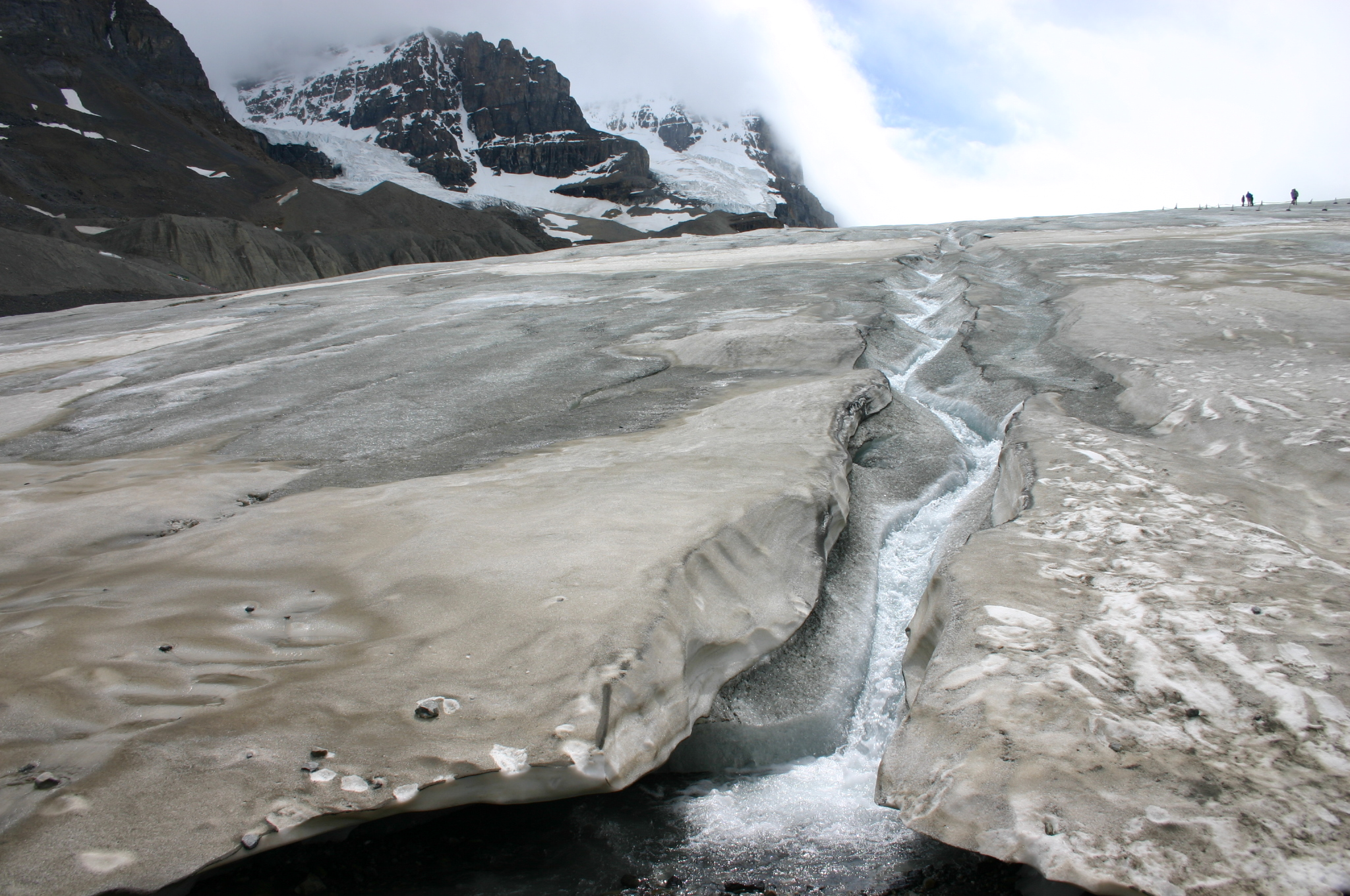
Athabasca冰川